# Strychnos bahiensis
Strychnos bahiensis är en tvåhjärtbladig växtart som beskrevs av Krukoff och Barneby. Strychnos bahiensis ingår i släktet Strychnos och familjen Loganiaceae. Inga underarter finns listade i Catalogue of Life.